# (2726) Kotelnikov
(2726) Kotelnikov est un astéroïde de la ceinture principale.

## Description
(2726) Kotelnikov est un astéroïde de la ceinture principale. Il fut découvert le 22 septembre 1979 à Naoutchnyï par Nikolaï Tchernykh. Il présente une orbite caractérisée par un demi-grand axe de 2,86 UA, une excentricité de 0,07 et une inclinaison de 1,6° par rapport à l'écliptique.

## Compléments